# Yamashina Akira
Le prince Yamashina Akira (山階宮 晃親王, Yamashina-no-miya Akira shinnō), 22 octobre 1816 - 29 octobre 1891, est le fondateur de la branche collatérale Yamashina-no-miya de la famille impériale japonaise.

## Jeunesse
Le prince Akira naît à Kyoto, fils ainé du prince Fushimi Kuniie (1802–1875), vingtième chef de la Fushimi-no-miya, plus ancienne des quatre branches de la dynastie impériale autorisée à présenter une successeur au trône du Chrysanthème si la maison impériale principale était dans l'impossibilité de la faire.
Il est ainsi le demi-frère des princes Kuni Asahiko, Kitashirakawa Yoshihisa, Fushimi Sadanaru et Kan'in Kotohito.

## Prêtre bouddhiste
Dès son jeune âge, le prince Akira est formé pour suivre une carrière de prêtre bouddhiste, le parcours professionnel traditionnel pour les garçons non-héritiers de la Shinnōke au cours de l'époque d'Edo. À l'âge de deux ans, il est officiellement adopté par l'empereur Kōkaku (1779–1817 mort en 1840) comme héritier potentiel.
Le prince Akira prend la tonsure et entre dans le sacerdoce sous le titre Saihan Hoshinnō. En tant que
monzeki il est plus tard nommé prince-abbé du temple de Kajū-ji dans l'arrondissement de Yamashina-ku à l'extérieur de Kyoto. En 1842, il déplaît au bakufu Tokugawa qui le démet de son poste et le confine au Tō-ji. En 1864, le gouvernement Tokugawa le réintègre dans son ancien poste. Cependant, avec le mouvement grandissant visant à renverser le gouvernement Tokugawa dans les années menant à la restauration de Meiji, l'empereur Kōmei le rend à l'état laïc, l'adopte comme héritier potentiel et crée le titre Yamashina-no-miya comme nouvelle branche de la maison impériale en 1858.

## Ère Meiji
Après la restauration de Meiji, le prince Yamashina est au service du nouveau gouvernement de Meiji comme ministre des Affaires étrangères, aide à l'ouverture du port de Kobe au commerce avec l'étranger et rencontre des membres des familles royales et dignitaires étrangers. Il est l'un des rares princes impériaux à refuser une commission militaire et reste un civil toute sa vie.

## Mariage et famille
Yamashina Akira épouse la princesse Sumiko (1838–1881), une fille de l'empereur Ninkō et demi-sœur de l'empereur Kōmei. La princesse Sumiko devient chef de la maison Katsura-no-miya de plein droit à la mort du onzième chef, le prince Katsura Misahito.
Le couple n'a pas d'enfants. Un fils, le prince Kikumaro Yamashina (3 juillet 1873– 2 mai 1908) naît du prince et d'une concubine, Nakajo Chieko. Kikumaro est officiellement adopté afin de perpétuer la lignée Yamashina.

## Source de la traduction
- (en) Cet article est partiellement ou en totalité issu de l’article de Wikipédia en anglais intitulé « Prince Yamashina Akira » (voir la liste des auteurs).